# Biología floral
La biología floral es un área de investigación ecológica que estudia los factores evolutivos que han moldeado las estructuras, el comportamiento y los aspectos fisiológicos involucrados en la floración de las plantas. El campo es amplio e interdisciplinar e involucra investigaciones que requieren experiencia de múltiples disciplinas, como botánica, etología, bioquímica, entomología y de una variedad de técnicas analíticas. Un área de investigación un poco más estrecha dentro de la biología floral a veces se denomina biología de la polinización o antecología.
Las flores son estructuras producidas por las angiospermas y su evolución está estrechamente asociada con sus polinizadores, particularmente con los insectos. Las flores son estructuras costosas que se dirigen a los polinizadores ofreciéndoles recompensas para mejorar la polinización cruzada. La evolución del tamaño de las flores, su estructura y la naturaleza de las recompensas y la forma en que estas señales son transmitidas y percibidas por los posibles polinizadores generalmente se examinan en términos de los costos en que incurren y de los beneficios acumulados. El momento de la floración, la duración de la misma y el modo en que deja de funcionar una vez que cumple su función, son todas áreas de investigación del campo de la biología floral.
Los estudios en biología floral pueden tener aplicaciones ya que la polinización y la producción de frutos son factores clave que afectan el rendimiento en todas las plantas de cultivo.

## Historia del campo

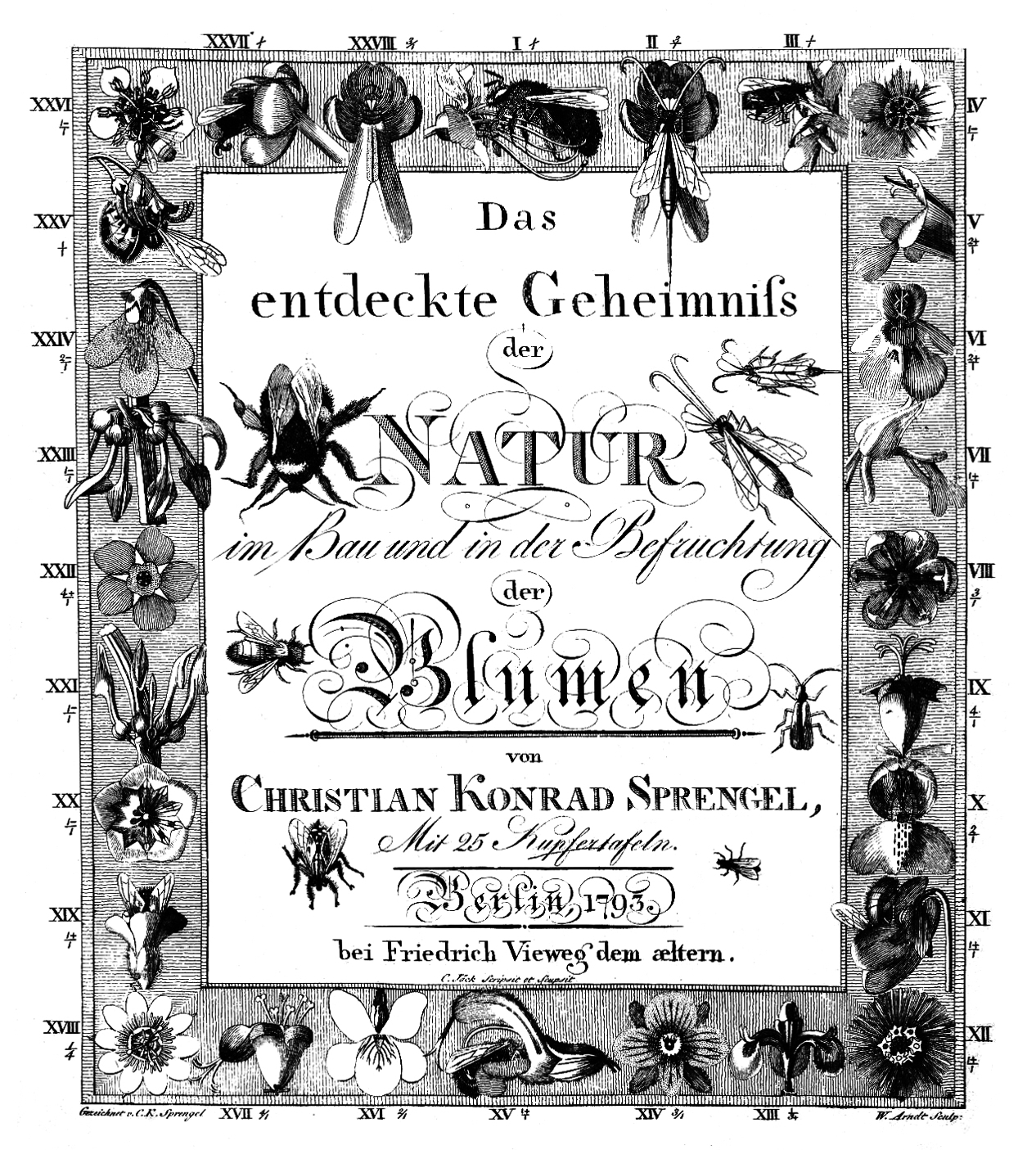
Portada del libro de Sprengel de 1793

Los inicios del campo de la biología floral generalmente se remontan a  Entdeckte Geheimniss der Natur im Bau in der Befruchtung der Blumen [El secreto de la naturaleza descubierto en la forma y la fecundación de las flores] de Christian Konrad Sprengel (1793). Sin embargo, Sprengel puede haber estado influenciado por el trabajo anterior de Joseph Gottlieb Kölreuter en 1761. Sprengel inició sus estudios en 1787 comenzando con la Geranium sylvaticum. Observó que las porciones inferiores de los pétalos tenían pelos suaves. Creía en la sabiduría del «Creador» y que nada podía ser sin propósito. Sugirió que los pelos estaban presentes para proteger el néctar de la lluvia, como las cejas y las pestañas, evitando que el sudor fluya hacia los ojos. Le llevó seis años de observaciones, tiempo durante el cual examinó 461 plantas. Observó que las orquídeas carecían de néctar pero tenían guías de néctar. Los llamó flores de néctar falsas y observó que las flores de  Aristolochia atrapaban insectos. Su libro incluía veinticinco ilustraciones. El trabajo de Sprengel fue visto favorablemente por Carl Ludwig Willdenow, quien incorporó algunos de los resultados en su Grundriss der Kräuterkunde zu Vorlesungen (1802).  Sprengel señaló, contrariamente a la creencia popular de su tiempo, que las flores estaban destinadas a prevenir la autofecundación. Sprengel identificó los patrones en los pétalos como guías de néctar (Saftmale) para los polinizadores.  En ese momento, se consideraba que las flores eran el lugar para el matrimonio de los estambres y los pistilos y se pensaba que el néctar ayudaba a las semillas en crecimiento. Las abejas fueron consideradas como ladrones. El trabajo de Sprengel fue criticado por Johann Wolfgang Goethe. Sin embargo, el trabajo de Sprengel obtuvo una cobertura más amplia en el mundo de habla inglesa solo después de que Charles Darwin lo acreditara en su  Fertilisation of Orchids (1862).

## Aspectos
Las plantas con flores, angiospermas, son relativamente recientes entre las plantas. Las estructuras florales más antiguas datan de hace unos 140 millones de años. Las plantas con floración experimentaron una gran diversificación después de este período. Darwin vio esto como un «misterio abominable» (abominable mystery) en una carta a Joseph Hooker en 1879. Las primeras flores fueron principalmente actinomorfas o con simetría radial con múltiples ejes de simetría. De estas derivaron las  flores evolucionadas con simetría bilateral o cigomorfia. Se cree que la atracción de los insectos polinizadores guiados por señales visuales tuvo una influencia en la evolución de la cigomorfia.
Los primeros grupos de plantas con flores entre las Magnoliidae y las familias  Choranthaceae, Ceratophyllaceae, Nymphaeaceae, Annonaceae y Aristolochiaceae  eran bisexuales con partes masculinas y femeninas presentes y funcionales dentro de la estructura floral generalmente grande. Los principales polinizadores de estas flores fueron escarabajos, moscas y arañuelas. Desarrollaron mecanismos evolucionados para reducir la autopolinización cambiando el tiempo de madurez de las partes masculina y femenina. Este mecanismo de tiempo alterado o dicogamia se expresó principalmente por la protoginia o la maduración temprana de las partes femeninas y solo raramente por la protandria o la maduración temprana de las partes masculinas. Las primeras flores eran principalmente planas y parecidas a platos, siendo la evolución de los profundos tubos de la corola una innovación posterior y asociada principalmente con los polinizadores de lengua larga como las polillas. Hay una gran cantidad de otros mecanismos que mejoran la polinización cruzada y evitan la autopolinización. Las fuerzas que conducejeron a la evolución de sistemas tales como portar flores masculinas y femeninas en plantas separadas aún no están claras.
También se cree que la evolución desde las flores solitarias a la producción de inflorescencias estuvo influenciada por el comportamiento de los polinizadores. Los racimos de flores pueden aumentar las tasas de visitas de los polinizadores. También puede reducir el riesgo de daños a flores individuales.
La producción por las flores de compuestos químicos volátiles está dirigida a los insectos. Alguna evidencia muestra que existe una superposición significativa entre los compuestos  químicos producidos por las plantas y los utilizados por los insectos para sus comunicaciones, especialmente para el apareamiento. En el caso clásico de las orquídeas del género Ophrys, los volátiles imitan la feromona sexual femenina de las abejas para que intenten copular con la flor y, por lo tanto, polinizarlos. Un estudio de la evolución de los compuestos químicos volátiles en los escarabajos y en las flores que los atraen en la familia Araceae mostró que los insectos habían desarrollado los químicos en el período Jurásico, mientras que las plantas evolucionaron los atrayentes posteriores en el período Cretácico.
Los colores de las flores son otra área de investigación. Se han observado que hay algunos patrones distintos, por ejemplo, las flores polinizadas por aves son predominantemente rojas, mientras que las plantas de floración nocturna tienden a ser blancas. Los colores de las flores son producidos por una variedad de mecanismos pigmentarios y están destinados a enviar mensajes a los polinizadores. Las flores que ya han sido polinizadas a menudo se marchitan rápidamente y los nutrientes son reabsorbidos por la planta. En algunos casos, algunas partes de la flor pueden sufrir cambios de color para indicar que ya no son aptas para la visita de los polinizadores.